# Macbeth, kralj Škotske
Macbeth (škot. MacBheatha mac Fhionnlaigh), nadimkom Crveni kralj (Rí Deircc) (?, oko 1005. – kraj Lumphanana ili Scone, Škotska, 15. kolovoza 1057.), škotski kralj i knez Morayja, koji je uzurpirao kraljevsko prijestolje 1040. godine, nakon što je porazio i ubio škotskog kralja Duncana I.
U kasnijoj književnoj tradiciji, osobito kod Shakespearea (1564. – 1616.) u drami Macbeth (1606.), prikazan je kao uzurpator, rastrgan strastima i ambicijama svoje žene, lady Macbeth.

## Životopis
Bio je vjerojatno unuk škotskog kralja Kennetha II. (971. – 995.) i oženio je Grouch, unuku škotskog kralja Kennetha III. (997. – 1005.), na osnovu čega je kasnije tražio pravo na škotsku krunu.
Oko 1032. godine, naslijedio je oca Findlaecha na položaju kneza (mormaer) provincije Moray u sjevernoj Škotskoj. Godine 1040. porazio je i ubio kralja Duncana I., nasljednika škotskog prijestolja po ženskoj liniji. Macbeth je, također, na osnovu rodbinske veze po ženskoj liniji i pobjede u bitci kod Elgina, postao novim škotskim kraljem. Godine 1045. pobijedio je pobunjeničku vojsku kod Dunkelda. Sljedeće, 1046., godine, pokušao ga je svrgnuti grof Siward od Northumbrije, u korist Duncanova sina Malcolma, ali taj pokušaj nije uspio.
Godine 1050. osjećao se dovoljno sigurnim da ode na hodočašće u Rim. Unatoč naizgled čvrstoj vlasti, 1054. godine, grof Siward uspio je prisiliti Macbetha da ustupi Malcolmu dio južne Škotske. Godine 1057. u bitci kraj Lumphanana pobijedio ga je i ubio Malcolm III., no Macbethovi pristaše uspjeli su dovesti na prijestolje Macbethova posinka Lulacha, dok je Malcolm postao kralj Škotske tek naredne godine kada je ubio Lulacha.

## Vanjske poveznice
|  | Zajednički poslužitelj ima još gradiva o temi Macbeth, kralj Škotske |

- Macbeth Hrvatska enciklopedija
- Macbeth Proleksis enciklopedija
- Macbeth, kralj Škota Britannica (engl.)
- Kralj Macbeth Škotski (1040.-1057.) britroyals.com (engl.)

| Prethodnik:             | Škotski kralj (1040. - 1057.) | Nasljednik:          |
| Duncan I. (1034.-1040.) | Škotski kralj (1040. - 1057.) | Lulach (1057.-1058.) |